# Liberals d'Esquerra
Liberals d'Esquerra (en francès: Union Nationale Indépendent) fou un partit polític a Luxemburg.
El partit va ser format com a resultat d'una divisió en la Lliga Liberal de Luxemburg pels "vells" liberals incloent Robert Brasseur i Norbert Le Gallais; l'altra facció va formar el Partit Radical Socialista. A les eleccions de 1925 va rebre 2.8% dels vots, guanyant un sol escó. El partit no es va presentar a les eleccions posteriors, però va conservar el seu escó a les eleccions parcials de 1928, ja que no era en l'elecció.